# Sonja Ashauer
Sonja Ashauer (9 de abril de 1923 – 21 de agosto de 1948) fue una física brasileña. Fue la primera mujer brasileña en tener un doctorado en física y la segunda en graduarse como licenciada de física en Brasil.

## Biografía
Nacida en São Paulo. Los padres de Ashauer fueron Herta Graffenbenger y el ingeniero alemán Walter Ashauer. De 1935 a 1939, llevó a cabo su educación secundaria en el Gimnasio de São Paulo capital estatal. Animada por su padre, después de la escuela secundaria, estudió física bajo la tutoría de Gleb Wataghin en la Universidad de São Paulo, graduado en 1942. Fue la segunda física licenciada en Brasil, la primera fue Yolande Monteux quién se graduó en 1938.
En enero de 1948, se convirtió en la primera mujer de Brasil con doctorado en física después de estudiar tres años en la Universidad de Cambridge bajo la dirección de ganador del premio Nobel Paul Dirac. Fue reconocida por haber sido una estudiante brillante. Su tesis en el campo vanguardista de la electrodinámica cuántica, que fue titulado Problemas en electrones y radiación electromagnética. En marzo de 1948, regresó a Brasil donde fue nombrada como asistente de Wataghin.
Ashauer fue la primera mujer de Brasil elegida como miembro de la Sociedad Filosófica de Cambridge.
Más tarde ese año, después de una gripa adquirida en un día lluvioso,  contrajo neumonía. Fue llevada al hospital pero murió seis días más tarde el 21 de agosto de 1948. La causa de la muerte declarada en el certificado de defunción fue "bronconeumonía, miocarditis, y fallo cardíaco".

## Publicaciones
- Ashauer, Sonja (1948). Problems on Electrons and Electromagnetic Radiation Sonja Ashauer. University of Cambridge. 1948. Universidad de Cambridge.